# نهائي كأس روسيا لكرة القدم 2010
نهائي كأس روسيا لكرة القدم 2010 هي المباراة النهائية من منافسة كأس روسيا لكرة القدم 2009–10، أقيمت المباراة في 16 مايو 2010، في أوليمب-2، بين فريقي زينيت سانت بطرسبرغ، وسيبير نوفوسيبيريسك، وفاز فيها زينيت سانت بطرسبرغ، بعد أن هزم سيبير نوفوسيبيريسك، بنتيجة 1 - 0، وكان حكم المباراة Aleksandr Kolobaev ‏.

## تفاصيل المباراة
لعبت المباراة النهائية في 16 مايو 2010.
| زينيت سانت بطرسبرغ | 1 -0 | سيبير نوفوسيبيريسك |
| ------------------ | ---- | ------------------ |
|                    |      |                    |